# Бабушкінський (район Москви)
Ба́бушкінський (рос. Бабушкинский) — адміністративний район в Москві, входить до складу Північно-Східного адміністративного округу. Населення станом на 1 січня 2017 року 88152 чол., площа 5,07 км².
Район утворено в грудні 1968 року. Назву отримав за колишнім містом Бабушкін (до 1939 р. — Лосиноострівськ), у 1960 році включеним у межу м. Москви.
На території району розташована станція метро «Бабушкінська».